# MALT1
MALT1（mucosa-associated lymphoid tissue lymphoma translocation protein 1）は、ヒトではMALT1遺伝子にコードされるタンパク質であり、ヒトのパラカスパーゼである。

## 機能
マウスにおけるパラカスパーゼ遺伝子の遺伝的除去や生化学的研究では、パラカスパーゼがT細胞やB細胞の活性化に重要なタンパク質であることが示されている。また、転写因子NF-κBの活性化やインターロイキン-2（IL-2）の産生に重要な役割を果たす。さらに、パラカスパーゼはマクロファージや樹状細胞におけるザイモサン受容体であるDectin-1によって媒介される自然免疫応答や、特定のGタンパク質共役受容体刺激に対する応答に関与していることが示されている。
この遺伝子には、選択的スプライシングによる、異なるアイソフォームをコードする2種類の転写産物が発見されている。
配列解析からは、パラカスパーゼはN末端のデスドメイン、2つの免疫グロブリン様ドメイン、カスパーゼ様ドメインを持つことが提唱されている。デスドメインと免疫グロブリン様ドメインはBCL10への結合に関与している。下流のNF-κBシグナル伝達の活性化とプロテアーゼ活性は、BCL10/MALT1が活性化されたCARD-CCファミリータンパク質（CARD9、CARD10、CARD11、CARD14）へリクルートされ、CBM（CARD-CC/BCL10/MALT1）シグナル伝達複合体を形成した際に行われる。
パラカスパーゼはT細胞において、カスパーゼ様ドメインがプロテアーゼ活性を持つことが示されている。この活性にはCys464とHis414が重要である。メタカスパーゼと同様に、パラカスパーゼは基質をアルギニン残基の後で切断する。これまでにいくつかの基質が記載されている（下を参照）。BCL10はArg228の後で切断される。その結果C末端の5アミノ酸が除去されるが、この切断はT細胞のフィブロネクチンへの接着に重要である一方で、NF-κBの活性化やIL-2の産生には重要ではない。しかし、パラカスパーゼのタンパク質切断活性に対するペプチドベースの阻害剤（z-VRPR-fmk）を用いた実験では、プロテアーゼ活性はNF-κBの活性化とIL-2の産生の維持に必要であることが示されており、T細胞でのNF-κBの活性化にはパラカスパーゼの他の基質が関与していることが示唆される。脱ユビキチン化酵素A20は、パラカスパーゼによって切断されることがヒトとマウスで示されている。切断を受けないA20変異体を発現する細胞もNF-κBを活性化することはできるが、A20のC末端またはN末端切断産物を発現する細胞は野生型のA20を発現する細胞よりも強力にNF-κBを活性化する。A20はNF-κBの阻害因子として記載されているため、このことはT細胞でのパラカスパーゼによるA20の切断が適切なNF-κBの活性化に必要であることを示唆している。

## プロテアーゼの基質
MALT1はパラカスパーゼファミリーに属し、プロテアーゼ活性を示す。MALT1の基質の多くが炎症応答の調節に関与しているため、MALT1のプロテアーゼ活性は治療標的としての関心が高まっている。現在知られている基質としては次のようなものがある。
- TNFAIP3（A20）[14]
- BCL10[13]
- CYLD（英語版）[15]
- RELB（英語版）[16]
- Regnase-1（MCPIP1（英語版））[17]
- Roquin-1（英語版）、-2 [18]
- MALT1（自己分解）[19][20]
- HOIL1（英語版）[21][22][23]
- N4BP1 [24]
- CARD10（英語版）[25]

発がん性IAP2-MALT1融合タンパク質特異的な相互作用:
- NIK（英語版）[26]
- LIMA1（英語版）[27]

## プロテアーゼ阻害剤
MALT1のプロテアーゼ活性は有望な治療標的であるため、さまざまなスクリーニングによってさまざまなタイプのプロテアーゼ阻害剤が発見されている。MALT1のプロテアーゼ活性に対する薬剤の開発は、複数の製薬会社や独立した研究グループの間で活発な競争が行われている。ペプチドベースの阻害剤としては、当初メタカスパーゼ阻害剤として発見されたVRPR-fmkのほか、最適なペプチド配列（LVSR）に基づいたものやさらなる化学修飾が行われたペプチド阻害剤が開発されており、ヤンセンは現在このタイプの阻害剤の臨床試験を行っている。また、メパジンやクロルプロマジンなどのフェノチアジン系化合物（神経・精神疾患に対して臨床利用されている）が、MALT1のプロテアーゼ活性のアロステリック阻害剤となることが発見されている。ビペリデンはフェノチアジン系化合物と同様にMALT1プロテアーゼ阻害剤として作用し、膵臓がんに対して有望な結果を示している。分子モデリングによるアプローチからは、活性部位に対する低分子阻害剤MI-2が開発されている。さらに、β-ラパコン（β-lapachone）のアナログがMALT1プロテアーゼ阻害剤として同定されている。キノリン・チアゾロピリジン系のアロステリック阻害剤はマウスの疾患モデルで機能することが示されている。Dictyosporium属の菌類の二次代謝産物（oxepinochromenones）は、MALT1プロテアーゼ阻害活性を示す。ノバルティスはピラゾロピリミジン誘導体のMALT1プロテアーゼ阻害剤の開発を行っている。また、VIB（Vlaams Instituut voor Biotechnologie）とそのスピンオフのCD3（Centre for Drug Design and Discovery）、アストラゼネカ、LupinとアッヴィもMALT1プロテアーゼ阻害剤の開発を行っている。コーディア・セラピューティクス（Chordia therapeutics）は2020年にMALT1プロテアーゼ阻害剤の臨床試験を開始する

## 関連文献
- “Genetic alterations underlying the pathogenesis of MALT lymphoma.”. Hematol. J. 3 (1):  10–3. (2003). doi:10.1038/sj.thj.6200146. PMID 11960389.